# Кирил Пейчинович
Кирило Пейчинович  (болг. Кирил Пейчинович, мак. Кирил Пејчиновиќ, Староцерковнослов'янська: Күриллъ Пейчиновићь, сербська: Кирил Пејчиновић) (нар. 1770 — 7 березня 1865) — священнослужитель, релігійний письменник і просвітитель, один з перших прихильників використання сучасної болгарської мови (а не церковнослов'янської), один з перших діячів болгарського національного відродження. В Північній Македонії Пейчинович вважається одним з перших письменників сучасної македонської літератури,, оскільки більшість його праць були написані на рідній йому Нижнє пологому діалекті, який він вважав найбільш поширеним в нижній Мезії.

## Біографія

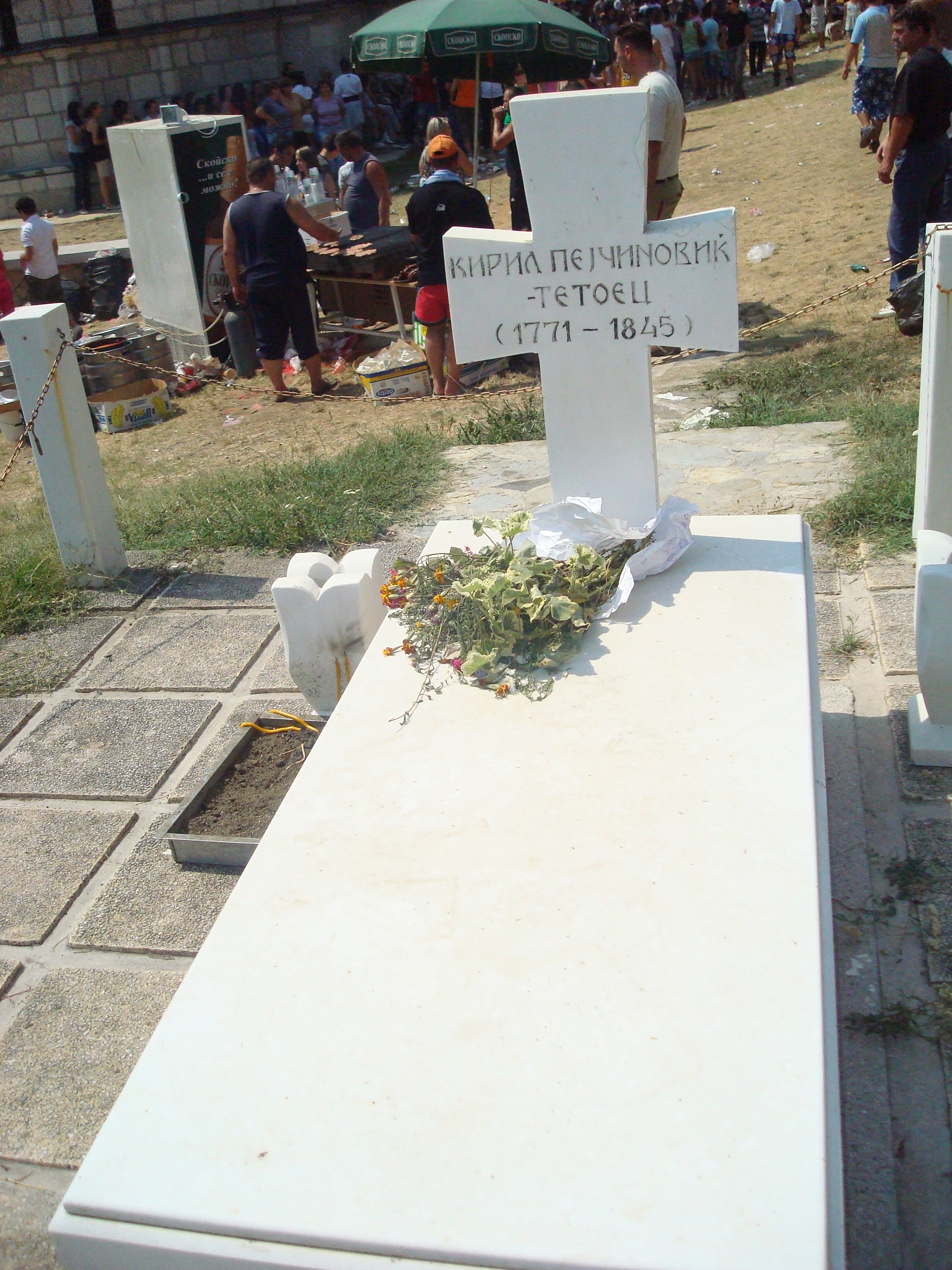
Могила Кирила Пейчиновича

Пейчинович народився в великому селі в області Полог на території сьогоднішньої Північної Македонії (в його час — у складі Османської імперії). Його світське ім'я-невідоме. Згідно його надгробній плиті, він отримав початкову освіту в селі Лешок (Lešok). Ймовірно, пізніше він навчався у монастирі Святого Іоанна біля Дебара. Батько Кирила, Пейчин (Peychin), продав свою власність в селі і разом з братом і сином переїхав до монастиря Хіландар на Святій горі Афон, де всі троє стали ченцями. Пейчин прийняв ім'я Пимен, його брат — Далмант, а його син — Кирило. Пізніше Кирило повернувся в Тетово, звідки відправився в Кічев монастир Святої непорочної Богородиці, де став ієромонахом.

### Ігумен монастиря Марко
З 1801 року Пейчинович був ігуменом Марко монастиря Св. Димитрія недалеко від Скоп'є. Розташований у регіоні Torbešija (Торбешія або Торбешија) вздовж долини річки Марков серед помацьких, турецьких і албанських сіл, монастир знаходився в той час в жалюгідному стані. Майже всі будівлі, крім основної церкви були зруйновані. За 17 років свого перебування там, до 1898 року, отець Кирило здійснив серйозні зусилля по відродженню монастиря, звернувши особливу увагу на реконструкцію і розширення монастирської бібліотеки.
У монастирі Марко Кирило Пейчинович написав одну з його найвідоміших робіт — Книга сія Zovomaya Ogledalo. Робота була надрукована у 1816 році в Будапешті.

### Ігумен монастиря Лечок (Lešok)
Невідомо, чому отець Кирило залишив монастир Марко, але, згідно з легендою, конфлікт між ним і грецьким митрополитом в Скоп'є був причиною його виходу. У 1818 році Пейчинович знову вирушили на гору Афон, щоб побачити свого батька і дядька, а потім ставши ігуменом монастиря Святого Афанасія (зруйнований у 1710 році яничарами) в районі села Полог поблизу рідного Tepce. За допомогою місцевих болгар Кирило відновив монастир, який був покинутий протягом 100 років і перетворив його на центр болгарської національної самосвідомості. Кирило присвятив себе роботі проповідника, літературі і виховній роботі. Там він відкрив школу і намагався налагодити книгодрукування, будучи переконаним у великому значенні друкованої книги. Отець Кирило відновив друкарню в Салоніках, яка була спалена в 1839 році. У 1840 році була видана друга книга Пейчиновича —  Глаголена «розрада» грішним.
Отець Кирило Пейчинович помер 12 березня 1845 року в монастирі Лечок, був похований у дворі церкви. У 1934 році село Бурумлі в провінції Русе було перейменовано в Пейчинович — на честь батька Кирила.

## Праці

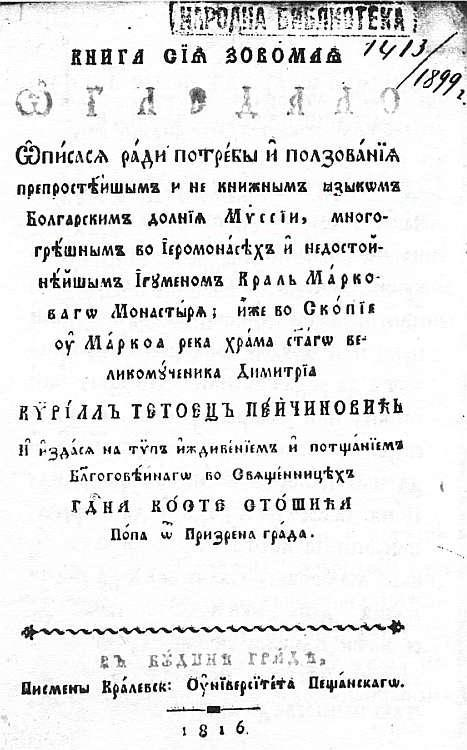
Ogledalo - назва сторінки

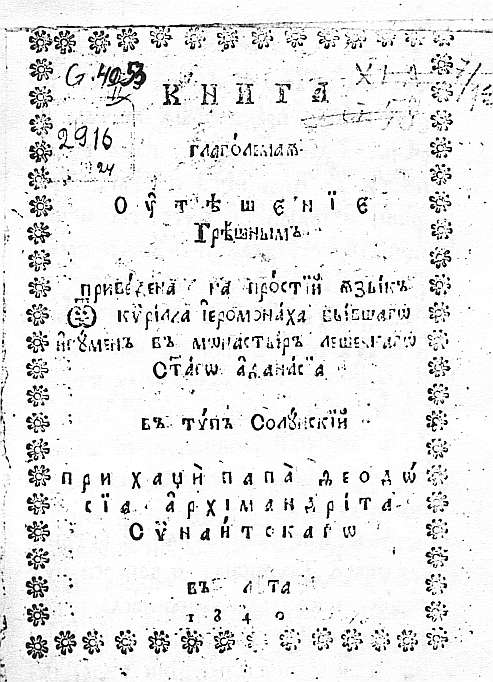
«Розрада»

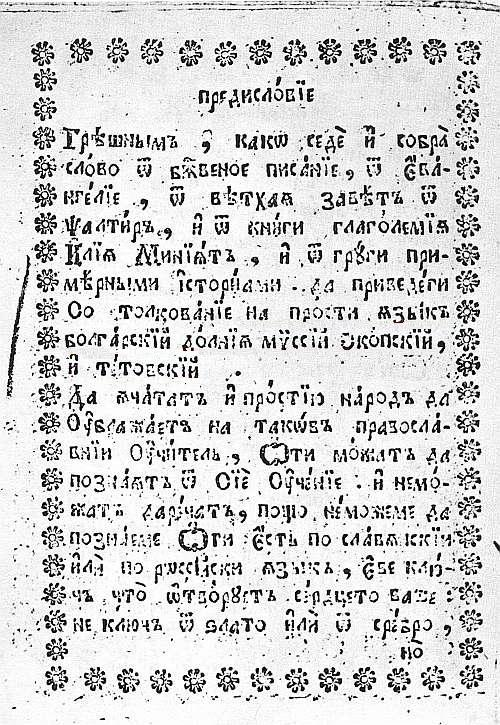
Передмова Пейчиновича до Utesheniya Greshnim

Кирило Пейчинович є автором трьох книг — двох друкованих та однієї в рукописі (Zhitie i Sluzhba na Tsar Lazar). Всі три книги релігійного змісту.

### Вірші
У 1835 році Пейчинович склав для себе епітафію у віршах:

Теарце му негово рождение
Пречиста Хилендар и пострижение
Лешок му е негоо воспитание
Под плочава негоо почивание
От негово свое отшествие
До Христово пришествие второ
Молит вас негои бракя любимия
Хотящия прочитати сия
Да речете Бог да би простил го
Зере у гроб цръвите ги гостил

Овде лежи Кирилово тело
У манастир у и село Лешок
Да Бог за доброе дело.